# الیا باسکین
الیا باسکین (به انگلیسی: Elya Baskin) (زاده ۱۱ اوت ۱۹۵۰)، بازیگر اهل لتونی است.
از فیلم‌های معروف او می‌توان به بازی در فیلم مسکو روی هادسن، سیزده روزسیزده روز، ضد جاسوسی،  رابطه عاشقانه، آن سوی خط، به روسی بگو، دیپ‌استار سیکس و برعکس اشاره کرد.